# Мехді Дженнетов
Мехді Рамазан огли Дженнетов (азерб. Mehdi Ramazan oğlu Cənnətov, нар. 26 січня 1992, Махачкала, Росія) — азербайджанський футболіст, воротар клубу «Зіря» та національної збірної Азербайджану.

## Клубна кар'єра
Мехжі Дженнетов народився у російському місті Махачкала. У 2009 році він грав у аматорському клубі «Махачкала». З 2010 року воротар приєднався до клубу «Анжи».За молодіжний склад команди Дженнтов провів понад сто матчів. Був визнаний кращим голкіпером Кубку ФНЛ у 2015 році. Його дебютний і єдиний матч за основу «Анжи» відбувся у травні 2015 року. Рік 2016 футболіст провів в оренді у калінінградському клубі «Балтика». Але перебуваючи в команді, Дженнетов не зіграв жодного матчу і на початку 2017 року перебрався в Азербайджан, де підписав контракт з клубом «Сумгаїт», де й отримав азербайджанське громадянство.
Влітку 2021 року як вільний агент Дженнетов підписав дворічний контракт з клубом «Зіря».

## Збірна
Вперше виклик до збірної Дженнетов отримав у жовтні 2019 року на товариський матч з Бахрейном. Але його дебют у національній збірній Азербайджану відбувся в червні 2021 року у спаррингу з командою Молдови.